# Nicole Fiorentino

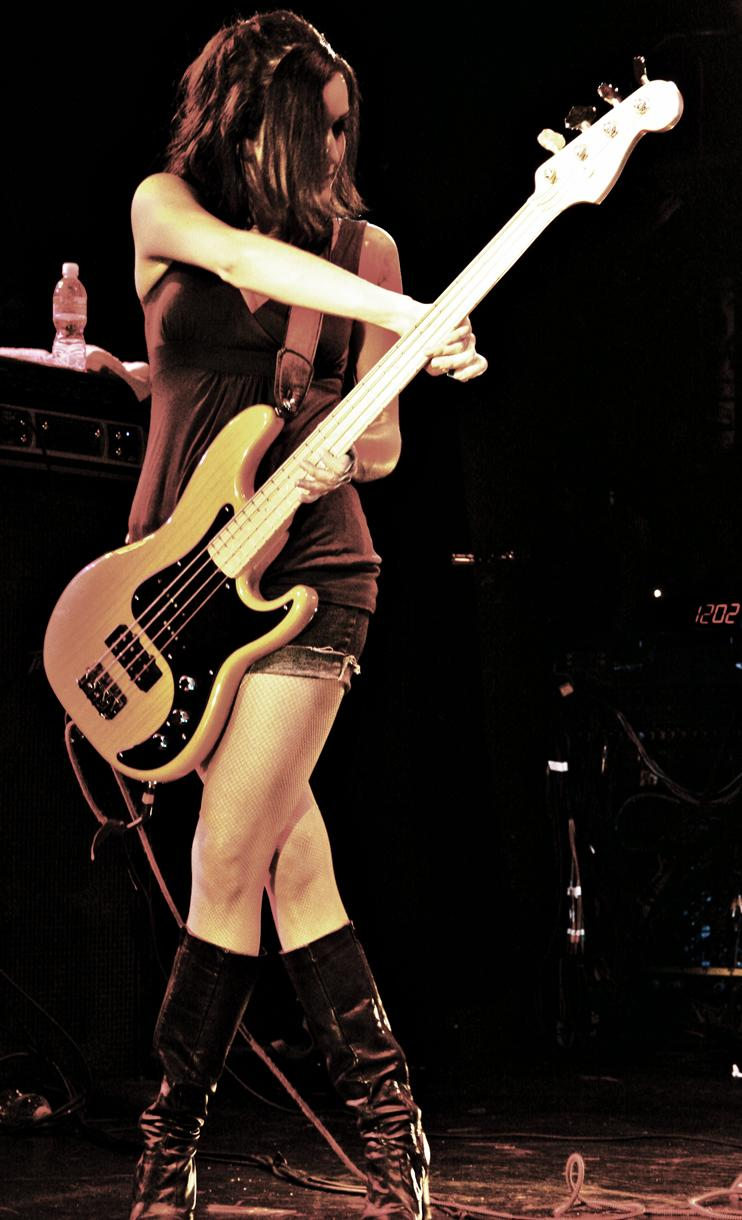
Fiorentino in 2010

Nicole Fiorentino (Ludlow (Massachusetts), 7 april 1979) is een Amerikaans basgitariste. Ze speelde van 2010 tot en met 2014 in The Smashing Pumpkins. Als vervangster van Ginger Pooley en haar tijdelijke vervanger Mark Tulin werd Fiorentino in 2010 definitief lid van de band. Ze droeg bij aan de albums Teargarden by Kaleidyscope (2009) en Oceania (2012).
Voordat ze zich aansloot bij The Smashing Pumpkins, was ze lid van Radio Vago, Veruca Salt, Spinnerette, Twilight Sleep en Light FM.